# Tepeapulco
Tepeapulco è un comune del Messico, situato nello stato di Hidalgo.
Nel 2005, il comune contava una popolazione totale di 49 850 abitanti.
Durante il periodo coloniale spagnolo era parte del dominio dell'alcaldia mayor di Apa y Tepeapulco. La parrocchia di San Francisco Tepeapulco fu fondata nel 1527.